# Psychische Sättigung
Psychische Sättigung bezeichnet ein Phänomen, das sich bei häufiger Ausführung einer Handlung einstellen kann, wenn diese als Wiederholung erlebt wird.
Eine zunächst als angenehm oder neutral empfundene Tätigkeit verliert im Zuge der häufigen Wiederholung den positiven Aufforderungscharakter für die handelnde Person – es kommt zu einer ausgeprägten Abneigung gegenüber der Handlung. Diese Abneigung „steigert sich unter Umständen so weit, dass die Person trotz eines gewissen äußeren Zwanges und trotz guten Willens und großer Anstrengung die Arbeit fortzuführen, diese Arbeit nicht mehr ausführen 'kann' und daher abbricht“, heißt es in der Studie Psychische Sättigung, mit der die finnische Psychologin Anitra Karsten dieses Phänomen 1928 erstmals ausführlich experimentell untersuchte. Karstens Studie gehörte zum Berliner Experimentalprogramm ihres Lehrers, des Gestaltpsychologen Kurt Lewin, zur "Handlungs- und Affektpsychologie", mit deren Hilfe dieser seine psychologische Feldtheorie der Person entwickelte.
Karstens Untersuchung ergab, dass sich die Sättigung in der Regel nicht geradlinig steigert, sondern verschiedene Phasen durchläuft. So kann es vorübergehend auch wieder zu einer "Erholungs"phase kommen, in der die Tätigkeit wieder akzeptabel ist; darauf folgt jedoch in der Regel ein Sprung auf einen noch höheren Sättigungsgrad als vor der "Erholungs"phase erreicht war. Lewin zufolge lässt sich dieser Verlaufsprozess als Übergang von einer psychischen „Hungerphase“ in die „Sättigungsphase“ und anschließend in die „Übersättigungs“phase charakterisieren. Letztere kann „mitunter eine sehr lange oder gar endgültige Abneigung“, ja Ekel, gegen die ausgeführte Handlung mit sich bringen.
Es ist daher naheliegend, dass die Forschungen Karstens zur psychischen Sättigung neuerdings auch zur Erklärung des Phänomens des Burn-out herangezogen werden – schon Kurt Lewin hatte auf den Zusammenhang zwischen psychischer Sättigung und einer "Erschöpfung des Berufswillens" hingewiesen. Das Konzept der psychischen Sättigung ist auch bereits in die Norm EN ISO 10075 eingegangen, eine internationale Richtlinie zur Arbeitsgestaltung hinsichtlich psychischer Arbeitsbelastung.